# Allée Gabrielle-d'Estrées
L'allée Gabrielle-d'Estrées est une voie privée située dans le quartier du Combat du 19e arrondissement de Paris, en France.

## Situation et accès
L’allée Gabrielle d’Estrées est une impasse qui débute au 3, rue Rampal. 
Elle reprend grosso modo le tracé du passage Lauzin aujourd’hui disparu, qui reliait la rue Lauzin à la rue de Belleville jusque dans les années 1960, à la suite de la démolition-reconstruction du quartier, inclus dans le périmètre de l’Îlot insalubre numéro 7.

## Origine du nom
Elle porte le nom de Gabrielle d'Estrées (1573-1599), favorite du roi Henri IV, à qui elle donna 3 enfants légitimés.

## Historique
Cette voie de desserte privée est créée en 1975 dans le cadre de l'aménagement de l'îlot 7, secteur Rébeval-Est, et prend sa dénomination actuelle par un décret préfectoral du 19 août 1975.

## Bâtiments remarquables et lieux de mémoire
- Chapelle Notre-Dame du Bas Belleville, au numéro 3, allée Gabrielle d’Estrées. Architectes : Pierre Sonrel et Jean Duthilleul (1974). Chapelle malheureusement aveugle. Aujourd’hui, église polonaise de Paris. Entrée par le 29, rue de Belleville avec badge, ou par l’allée en journée en poussant le bouton porte du digicode au 3, allée Gabrielle d’Estrées.